# Elatostema integrifolium
Elatostema integrifolium là loài thực vật có hoa trong họ Tầm ma. Loài này được (D.Don) Wedd. mô tả khoa học đầu tiên năm 1869.